# Дремлик сосочковый
Дре́млик сосо́чковый (лат. Epipāctis papillōsa) — вид травянистых растений рода Дремлик (Epipactis) семейства Орхидные, или Ятрышниковые (Orchidaceae).

## Название
Русское название род Дремлик получил из-за поникающих, как бы «дремлющих» цветков. 
Видовой эпитет связан с опушением стебля и листьев, которые покрыты сосочкообразными волосками или папиллами ( лат. papílla — сосочек).

## Ботаническое описание

### Морфология

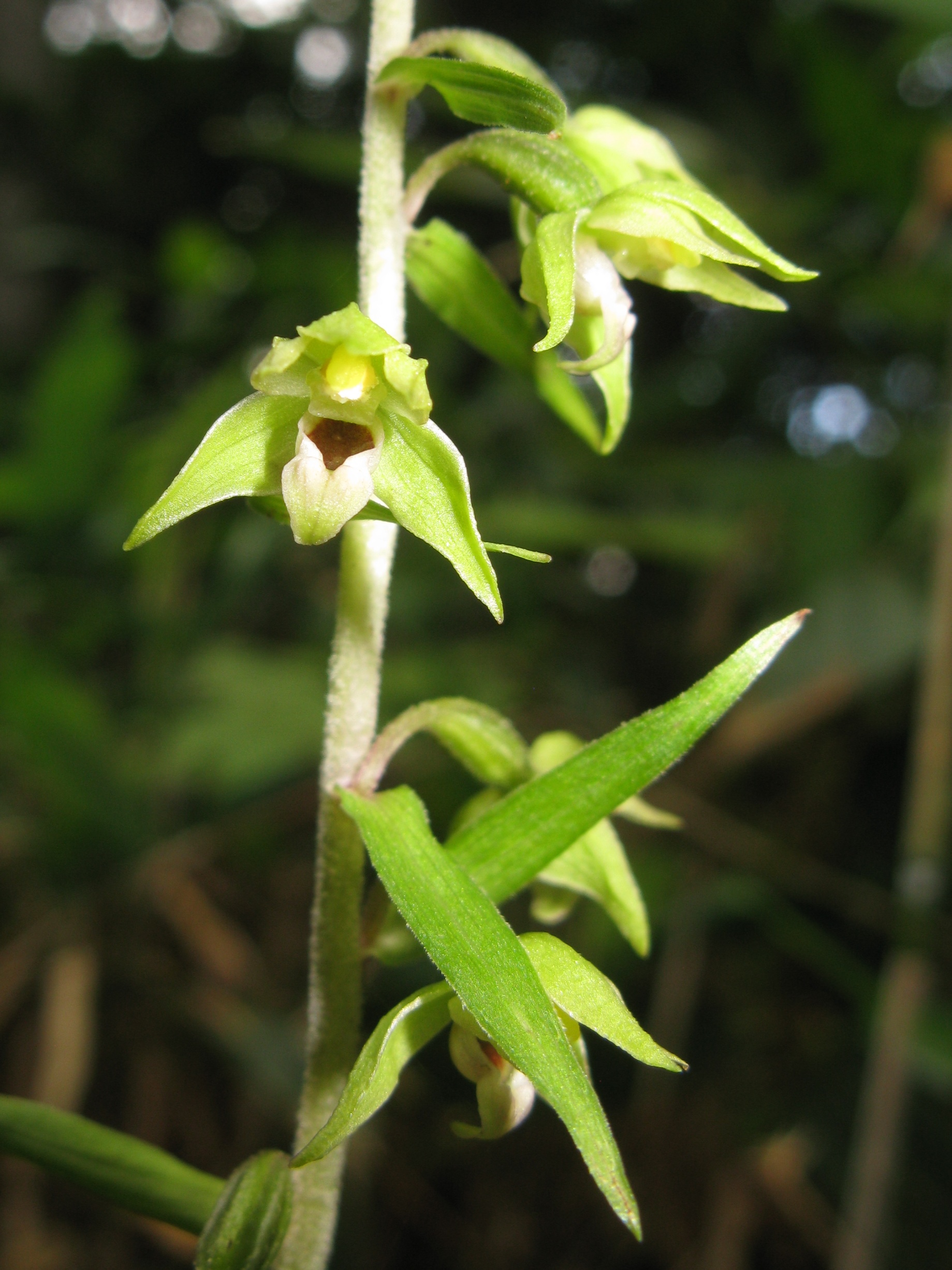
Средняя часть соцветия

Многолетнее травянистое растение с коротким корневищем. Стебли коричневатые, высотой 20—70 см, покрыты сосочками.
Листья многочисленные (5—7), яйцевидно-ланцетной формы, до 14 см длиной и 6 см шириной, покрытые с обеих сторон беловатыми сосочками вдоль жилок и по краям, отчего шероховаты на ощупь. У основания стебля обнаруживаются несколько влагалищных листьев.
Соцветие — рыхлая кисть длиной до 20 см с 10—20 и более цветками. Прицветники линейно-ланцетные, шероховатые, до 1,5 см длиной, нижние — длиннее цветков. Листочки наружного круга околоцветника (чашелистики) до 1,4 см длиной и 0,5 см шириной, овально-ланцетные, заострённые, зелёные. Боковые листочки внутреннего круга околоцветника (лепестки) до 1,2 см длиной и 0,6 см шириной, острые, зеленоватые. Губа до 1,2 см длиной, снаружи бледно-зелёная или зеленовато-розовая; задняя её часть (гипохилий) округлая, чашевидно-вогнутая, внутри буреющая; передняя доля (эпихилий) — узко-сердцевидная.
Завязь на ножке, покрыта мелкими сосочками.
Плод — округло-эллипсоидная коробочка, длиной до 12 мм.
Диплоидный набор хромосом 2n = 38—40..

### Размножение и онтогенез
Растение цветёт с июля до начала сентября, плодоносит в августе—сентябре. Размножение семенное, вегетативное практически отсутствует. Семя прорастает после инфицирования грибом и внутрипочечное развитие побега длится 3 года, после чего, на 4-й год формируется надземный побег.

### Консортивные связи
Опыляется различными насекомыми. Вид относится к слабомикотрофным, микоризу образует с грибами родов Wilcoxina, Tuber, Hydnotrya.

## Распространение и среда обитания
Восточно-азиатский вид. В России встречается на Камчатке, Сахалине, Южных Курилах, в Приморском и Хабаровском краях (Амгунский и Буреинский флористические районы), в Еврейской автономной области (долины рек Амур, Дичун, Сутара, на Сутарском хребте и по окраинам села Радде). За рубежом встречается в Японии, Китае. Вид описан с Хоккайдо.
Предпочитает тень, но может расти и на открытых местах. Произрастает в тенистых хвойных лесах, в широколиственных и смешанных лесах с разреженным травянистым покровом. Обычно растём небольшими группами или одиночно, реже крупными скоплениями. В Большехехцирском и Сихотэ-Алинском заповедниках замечен на водоразделах рек, по склонам сопок, в дубняках. На Сахалине и островах Южных Курил растёт группами по опушкам камменноберезняков и в бамбучниках. На Камчатке чаще обнаруживается в березняках близ горячих источников.

## Охранный статус
Вид занесён в Красные книги Камчатского края и Еврейской автономной области. Охраняется на территориях заповедников: Большехехцирского, Ботчинского, Комсомольского, Курильского, Лазовского, Сихотэ-Алинского, Усурийского, а также двух природных парков Камчатского края.

## Классификация

### Таксономическая схема
|  |                                      |  |                                                             |                                                             |                    |  | ещё 13 семейств (согласно Системе APG IV) | ещё 13 семейств (согласно Системе APG IV)                             |                                                                       |  |  |  | ещё 90—100 родов                              | ещё 90—100 родов       |  |  |
|  |                                      |  |                                                             |                                                             |                    |  | ещё 13 семейств (согласно Системе APG IV) | ещё 13 семейств (согласно Системе APG IV)                             |                                                                       |  |  |  | ещё 90—100 родов                              | ещё 90—100 родов       |  |  |
|  |                                      |  |                                                             | порядок Спаржецветные                                       |                    |  |                                           |                                                                       | подсемейство Эпидендровые                                             |  |  |  |                                               | вид Дремлик сосочковый |  |  |
|  |                                      |  |                                                             | порядок Спаржецветные                                       |                    |  |                                           |                                                                       | подсемейство Эпидендровые                                             |  |  |  |                                               | вид Дремлик сосочковый |  |  |
|  | отдел Цветковые, или Покрытосеменные |  |                                                             |                                                             | семейство Орхидные |  |                                           |                                                                       | род Дремлик                                                           |  |  |  |                                               |                        |  |  |
|  | отдел Цветковые, или Покрытосеменные |  |                                                             |                                                             |                    |  |                                           |                                                                       |                                                                       |  |  |  |                                               |                        |  |  |
|  |                                      |  | ещё 63 порядка цветковых растений (согласно Системе APG IV) | ещё 63 порядка цветковых растений (согласно Системе APG IV) |                    |  |                                           | ещё 4 подсемейства: Апостасиевые, Циприпедиевые, Ванильные и Орхидные | ещё 4 подсемейства: Апостасиевые, Циприпедиевые, Ванильные и Орхидные |  |  |  | около 60—80 видов (на территории РФ 14 видов) |                        |  |  |
|  |                                      |  |                                                             | ещё 63 порядка цветковых растений (согласно Системе APG IV) |                    |  |                                           |                                                                       | ещё 4 подсемейства: Апостасиевые, Циприпедиевые, Ванильные и Орхидные |  |  |  |                                               |                        |  |  |

### Синонимы
По данным The Plant List на 2013 год, в синонимику вида входят:
- Amesia papillosa (Franch. et Sav.) A.Nelson & J.F.Macbr.
- Epipactis helleborine var. papillosa (Franch. et Sav.) T.Hashim.
- Epipactis helleborine var. sayekiana (Makino) T.Hashim.
- Epipactis latifolia var. papillosa (Franch. et Sav.) Maxim. ex Kom.
- Epipactis papillosa var. imkoeensis Y.N.Lee & K.S.Lee
- Epipactis papillosa var. sayekiana (Makino) T.Koyama & Asai
- Epipactis sayekiana Makino
- Helleborine papillosa  (Franch. & Sav.) Druce
- Limodorum papillosum (Franch. et Sav.) Kuntze
- Serapias sayekiana (Makino) Makino